# Diego Orecchioni
Diego Orecchioni, né le 19 mars 2000, est un skieur alpin français.

## Biographie
Diego Orecchioni est originaire des Pyrénées.  Il est le frère de la skieuse Paola Orecchioni.
Il est membre du Ski-club de Piau-Engaly jusqu’en 2011. Il passe ensuite au Club des Sports de Valmorel. Il devient Champion de France de slalom géant U14 (moins de 14 ans) à Courchevel. C’est le club des sports de Courchevel qui l’accueille à partir de mi-2014.
En mars 2018, il remporte le Championnat de France U18 (moins de 18 ans) du combiné à Tignes. Il est aussi Vice-champion de France U18 du super G et du géant.
Il intègre l’équipe de France Juniors à partir de la saison 2018-2019. En janvier 2019, il fait ses débuts en Coupe d'Europe dans le slalom de Val Cenis. Puis en mars, il est vice-champion de France U21 du combiné.
Il se blesse au genou en janvier 2020, et rechausse les skis en septembre.
Il participe aux championnats du monde Juniors en mars 2021 à Basko où il prend une bonne 9e place dans le géant. En mars 2021, il réussit de bons championnats de France Elite en prenant notamment la 4e place du slalom géant à Saint-Jean-d'Aulps et la 5e du slalom aux Gets. Il est aussi sacré triple champion de France en U21 en Super G, géant et slalom.
Il accède à l'équipe de France B à partir de la saison 2021-2022. En décembre 2021, il marque ses premiers points en Coupe d'Europe dans le géant de Glungezer. Deux mois plus tard il obtient son premier top-10 avec une excellente 6e place sur le géant d'Oppdal.
Ç'est en octobre 2022 qu'il obtient sa première sélection en Coupe du monde pour le géant de Sölden,. En février 2023, il est sélectionné dans l'équipe de France qui dispute le slalom parallèle par équipe des championnats du monde à Méribel. Cette équipe est composée de Coralie Frasse Sombet, Clara Direz, Chiara Pogneaux, Léo Anguenot, Alban Elezi Cannaferina et lui-même. Elle atteint les quarts de finale mais Diego Orecchioni n'est que remplaçant sur les deux rencontres disputées par la France. Fin mars il prend la seconde place du Super Slalom à La Plagne.
Le 14 décembre 2023, il remporte le slalom des championnats de Monaco. Il dispute 4 slalom géants de coupe du monde mais ne parvient pas à se qualifier pour une seconde manche. En coupe d'Europe il obtient 2 tops-10 avec les 7e places qu'il obtient entre décembre et février 2024 à Valloire et à Pass Thurn. Il termine la saison en trombe en décrochant ses 2 premières victoires en coupe d'Europe en remportant le slalom géant de Trysil le 14 mars et le slalom géant des finales à Hafjell le 18 mars. Il se classe 3e du classement général de la coupe d'Europe de slalom géant. Grâce à ce résultat il obtient son ticket nominatif pour la coupe du monde 2024-2025, lui permettant de participer à toutes les épreuves de slalom géant. Début avril, il est sacré champion de France de slalom géant à Megève,.
Il intègre l'équipe de France A à partir de la saison 2024-2025. Le 22 décembre 2024, il marque ses premiers points en coupe du monde en prenant la 27e place du géant d'Alta Badia. Le mois suivant il marque à nouveau avec une 25e place dans le géant de Schladming. Il obtient aussi deux 7e places dans les géants de coupe d'Europe. Avec ces bons résultats, il décroche sa première qualification pour les les championnats du monde à Saalbach. Malheureusement le 11 février il se blesse à l'entrainement (fracture du pied droit) et est ainsi privé des championnats du monde,. Il met un terme à sa saison.

## Palmarès[19]

### Coupe du monde
- Meilleur classement général : 138e en 2025 avec 10 points
- Meilleur classement de slalom géant : 48e en 2025 avec 10 points
- Meilleur résultat sur une épreuve de Coupe du monde de slalom géant : 25e à Schladming le 28 janvier 2025

- 13 slaloms géants disputés (à fin mars 2025)

#### Classements
| Saison / Épreuve | Saison / Épreuve | Général | Général | Descente | Descente | Super G | Super G | Slalom géant | Slalom géant | Slalom | Slalom | Combiné | Combiné |
| ---------------- | ---------------- | ------- | ------- | -------- | -------- | ------- | ------- | ------------ | ------------ | ------ | ------ | ------- | ------- |
| Saison / Épreuve | Saison / Épreuve | Class.  | Points  | Class.   | Points   | Class.  | Points  | Class.       | Points       | Class. | Points | Class.  | Points  |
| 2024-2025        | 2024-2025        | 138e    | 10      | -        | -        | -       | -       | 48e          | 10           | -      | -      | -       | -       |

### Championnats du monde juniors
| Édition / Épreuve    | Descente | Super G | Slalom géant | Slalom  | Combiné | Team Event |
| Mondiaux 2021 Bansko | annulé   | Abandon | 9e           | Abandon | annulé  | annulé     |

### Coupe d'Europe
64 épreuves disputées (à fin mars 2025) : 
- 5 tops-10 dont 2 victoires :
  - 1er sur le slalom géant de Trysil le 14 mars 2024
  - 1er sur le slalom géant de Hafjell le 18 mars 2024

#### Classements
| Saison / Épreuve | Saison / Épreuve | Général | Général | Descente | Descente | Super G | Super G | Géant  | Géant  | Slalom | Slalom | Combiné | Combiné |
| ---------------- | ---------------- | ------- | ------- | -------- | -------- | ------- | ------- | ------ | ------ | ------ | ------ | ------- | ------- |
| Saison / Épreuve | Saison / Épreuve | Class.  | Points  | Class.   | Points   | Class.  | Points  | Class. | Points | Class. | Points | Class.  | Points  |
| 2022             | 2022             | 94e     | 88      | -        | -        | -       | -       | 29e    | 71     | 58e    | 17     | -       | -       |
| 2023             | 2023             | 105e    | 59      | -        | -        | -       | -       | 29e    | 59     | -      | -      | -       | -       |
| 2024             | 2024             | 22e     | 327     | -        | -        | -       | -       | 3e     | 327    | -      | -      | -       | -       |
| 2025             | 2025             | 99e     | 72      | -        | -        | -       | -       | 31e    | 72     | -      | -      | -       | -       |

### Championnats de France

#### Élite
| Édition / Epreuve                                        | Descente | Super-G | Slalom géant | Slalom  | Super combiné |
| -------------------------------------------------------- | -------- | ------- | ------------ | ------- | ------------- |
| Championnats 2017 Val Thorens/Lélex                      | -        | -       | 26e          | Abandon |               |
| Championnats 2018 Châtel                                 | 31e      | 33e     | Abandon      | -       | 27e           |
| Championnats 2019 Auron / Isola 2000                     | 21e      | 15e     | 13e          | Abandon | 7e            |
| Championnats 2021 Châtel / Saint-Jean-d'Aulps / Les Gets | -        | 7e      | 4e           | 5e      | Abandon       |
| Championnats 2022 Auron / Isola 2000                     | -        | 21e     | Abandon      | Abandon | 5e            |
| Championnats 2023 Les Orres / Val Thorens                | -        | Abandon | 10e          | Abandon | -             |
| Championnats 2024 Megève                                 | annulé   |         | Or           | Abandon | -             |

#### Jeunes
5 titres de Champion de France

##### Juniors U21 (moins de 21 ans)
2021 à Saint-Jean-d'Aulps:
- Champion de super G
- Champion de France de slalom géant
- Champion de France de slalom

2019 à Auron
- Vice-champion de France du  combiné
- 4e du super G

##### Cadets U18 (moins de 18 ans)
2018 à Tignes :
- Champion de France du combiné
- Vice-champion de France de super G
- Vice- champion de France de slalom géant

2017 au Grand-Bornand :
- 4e du slalom géant

##### Benjamins U14 (moins de 14 ans)
2014  à Courchevel :
- Champion de France de slalom géant